# 土地所在図
土地所在図（とちしょざいず）とは、一筆ないし数筆の土地の法的な所在を示す図面をいう。
土地所在図は登記所に保存されており、誰でも閲覧及び写しの交付を請求することができる。

## 概要
不動産登記規則第76条第1項～第3項によれば、土地所在図には、方位・土地の形状及び隣地の地番を記録しなければならず、近傍類似の土地についての地図と同一の縮尺によって作成しなければならないとされる。 

## 添付が必要となる登記
- 土地表題登記